# Lophostrix cristata
El búho corniblanco (Lophostrix cristata), también conocido como búho cuerno blanco, es una especie de ave estrigiforme de la familia Strigidae. Es la única especie del género monotípico Lophostrix. Es un búho de tamaño mediano a grande que habita los bosques de América Central y América del Sur. Los búhos son las aves de la noche y sus cuerpos están adaptados a su hábitos nocturnos; utilizan sus agudos sentidos, especialmente su vista y el disco facial de plumas, que actúa como radar, para capturar presas y detectar enemigos en la oscuridad.

## Descripción
Alcanza un tamaño de 40 cm y se distingue por sus largas "cejas" blancas que se extienden desde el centro de la cara hasta los penachos de las "orejas". El plumaje es de color marrón, la parte trasera es mucho más oscura. El vientre y el pecho tienen manchas de color marrón oscuro. La cara es de color marrón oscuro.

## Distribución y hábitat
Es nativo de Belice, Bolivia, Brasil, Colombia, Costa Rica, Ecuador, El Salvador, Guyana Francesa, Guatemala, Guyana, Honduras, México, Nicaragua, Panamá, Perú, Surinam, y Venezuela.
Su hábitat natural son los bosques húmedos subtropicales o tropicales de tierras bajas y bosques húmedos subtropicales o tropicales de montaña.

## Subespecies
Se reconoce 3 subespecies:
- L. c. cristata, Daudin, 1800
- L. c. stricklandi, Sclater & Salvin, 1859
- L. c. wedeli, Griscom, 1932